# 鄭汝昌
郑汝昌（1450年—1504年），字伯勗，號一蠹，又号睡翁，本貫河東郑氏。朝鲜王朝文人和政治人，詩人，儒学者，哲学者，作家。諡號文獻。朝鲜巨儒占毕斋金宗直的门人及前记士林派人物之一。他是第10任朝鲜国王燕山君王世子期的老师。朝鮮世祖的近臣、功臣鄭麟趾，世祖的次女懿淑公主的駙馬鄭顯組的親族。
他是金宏弼、南袞、金馹孫的親友，金宏弼是趙光祖的老师。慶尚南道咸陽郡出身。
郑汝昌被列為東國十八賢之一，得以入祀孔廟；《國朝儒先錄》（국조유선록）將鄭汝昌與金宏弼（김굉필，1454－1504）、趙光祖（조광조，1482－1519）、李彥迪（이언적，1491－1553）三人列為朝鮮四賢。
韓國有多所書院祭祀郑汝昌，包括景賢書院（경현서원）、道南書院（도남서원）、灆溪書院（남계서원）、伊淵書院（이연서원）、道山書院（도산서원）、鍾山書院（종산서원），以上書院僅有灆溪書院，在朝鮮高宗八年（西元1871年）興宣大院君下達書院撤廢令時遺留下來。